# Bianka Buša
Bianka Buša (serbisch-kyrillisch Бјанка Буша; * 25. Juli 1994 in Vrbas, BR Jugoslawien) ist eine serbische Volleyballspielerin.

## Karriere
Bianka Buša spielt seit 2013 in der serbischen Nationalmannschaft auf der Außenposition. Sie wurde 2018 Weltmeisterin in Japan und 2022 Weltmeisterin in den Niederlanden und Polen. Bei den Olympischen Spielen 2016 in Rio de Janeiro gewann sie die Silbermedaille und 2021 in Tokio die Bronzemedaille. Außerdem wurde Buša 2015 Zweite im Weltpokal sowie 2017 und 2019 Europameisterin. Buša spielte von 2009/10 bei Poštar 064 Belgrad und von 2010 bis 2015 bei OK Vizura Belgrad, mit dem sie serbischer Meister und Pokalsieger wurde. Seit 2015 spielt die Außenangreiferin im Ausland, zunächst in Italien bei Obiettivo Risarcimento Vicenza, dann in Rumänien bei CSM Târgoviște (Pokalsieg 2016), wieder in Italien bei Metalleghe Sanitars Montichiari, in Polen bei Chemik Police (Meisterschaft 2018 und Pokalsieg 2019), wieder in Rumänien bei CS Volei Alba-Blaj (Meisterschaft 2020), in der Türkei bei Fenerbahçe Istanbul, in Russland bei Lokomotive Kaliningrad (Meisterschaft 2022) und seit 2022 wieder in der Türkei bei PTT SK Ankara, bei VakıfBank SK Istanbul und bei Aras Kargo SK Izmir.